# ブリット・ロバートソン
ブリット・ロバートソン（Britt Robertson, 1990年4月18日 - ）は、アメリカ合衆国の女優。
ブリタニー・ロバートソン（Brittany Robertson）でのクレジットも多い。

## プロフィール
アメリカ合衆国・ノースカロライナ州のシャーロットの出身でサウスカロライナ州のチェスターとグリーンビルで育つ。7人兄弟姉妹の長子。小さな頃から地元の小さな劇場で演技に触れていた。12歳の時、ロサンゼルスへと発ちオーディションを受けた。
テレビドラマシリーズの『CSI:科学捜査班』、『LAW & ORDER:性犯罪特捜班』、『LAW & ORDER：クリミナル・インテント』にそれぞれゲスト出演。
視覚を失った少女ヴァイオレットを演じた映画『愛する人』、ダンの次女カーラ・バーンズとして出演した映画『40オトコの恋愛事情』、2011年公開のホラー映画『スクリーム4: ネクスト・ジェネレーション』ではマーニー・クーパー役で登場した。
アメリカ合衆国の作家メグ・キャボットによる同名のミステリー小説を原作としたディズニー・チャンネルのオリジナルムービーであるファンタジーテレビ映画『アヴァロン 千年の恋』では転校生としてある高校へ、やがてアーサー王の世界へとのみ込まれていく主演のアリー・ペニントン役を演じている。また、2013年のコメディドラマ映画『人生、サイコー!』にも出演した。
テレビドラマシリーズ『シークレット・サークル』で中心人物キャシー・ブレイクを演じ、2013年から放映された『アンダー・ザ・ドーム』のメインキャストの1人。
2015年に公開されたブラッド・バード監督によるミステリーアドベンチャー映画『トゥモローランド』でジョージ・クルーニーと共演。

## フィルモグラフィー

### 映画
| 年   | 邦題/原題                                           | 役名                                   | 備考           |
| ---- | --------------------------------------------------- | -------------------------------------- | -------------- |
| 2007 | 40オトコの恋愛事情 Dan in Real Life                 | カーラ                                 | 日本劇場未公開 |
| 2009 | 愛する人 Mother and Child                           | ヴァイオレット                         |                |
| 2010 | アヴァロン 千年の恋 Avalon High                     | アリー・ペニントン                     | テレビ映画     |
| 2011 | スクリーム4: ネクスト・ジェネレーション Scream 4    | マーニー・クーパー                     |                |
| 2012 | ファースト・タイム 素敵な恋の始め方 The First Time  | オーブリー・ミラー                     | 日本劇場未公開 |
| 2013 | 人生、サイコー! Delivery Man                        | クリステン                             | 日本劇場未公開 |
| 2014 | アスク・ミー・エニシング 彼女の告白 Ask Me Anything | ケイティ                               | 日本劇場未公開 |
| 2014 | Cake/ケーキ 〜悲しみが通り過ぎるまで〜 Cake         | ベッキー                               |                |
| 2015 | トゥモローランド Tomorrowland                       | ケイシー・ニュートン                   |                |
| 2015 | ロンゲスト・ライド The Longest Ride                 | ソフィア・ダンコー                     | 日本劇場未公開 |
| 2016 | ホーンテッド・メモリーズ 戦慄ノ館 Jack Goes Home    | クレオ                                 | 日本劇場未公開 |
| 2016 | マザーズ・デイ Mother's Day                         | クリステン                             |                |
| 2016 | ミスター・チャーチ Mr. Church                       | シャーロット（チャーリー）・ブロックス | 日本劇場未公開 |
| 2017 | 僕のワンダフル・ライフ A Dog's Purpose              | 10代のハンナ                           |                |
| 2017 | キミとボクの距離 The Space Between Us               | タルサ                                 |                |
| 2020 | 血の本 Books of Blood                               | ジェナ                                 | 日本劇場未公開 |
| 2020 | 君といた108日 I Still Believe                       | メリッサ・リン・ヘニング＝キャンプ     |                |
| 2021 | 星の消えた空に A Mouthful of Air                    | レイチェル・デイヴィス                 | 日本劇場未公開 |
| 2022 | 運命の扉 About Fate                                 | キャリー・ヘイズ                       | 日本劇場未公開 |
| 2023 | The Re-Education of Molly Singer                    | モリー・シンガー                       |                |

### テレビ
| 年        | 邦題/原題                                                           | 役名                   | 備考                                                   |
| --------- | ------------------------------------------------------------------- | ---------------------- | ------------------------------------------------------ |
| 2001      | パワーレンジャー・タイムフォース Power Rangers Time Force           | タミー                 | 計1話出演                                              |
| 2006      | 警察署長 ジェッシイ・ストーン 暗夜を渉る Jesse Stone: Night Passage | ミシェル・ジュネスト   | テレビ映画                                             |
| 2007      | CSI:科学捜査班 CSI: Crime Scene Investigation                       | エミー・マカリノ       | 第8シーズン第3話「蜜蜂の死」                           |
| 2008      | LAW & ORDER:性犯罪特捜班 Law & Order: Special Victims Unit          | クリスティーナ         | 第10シーズン第6話「未熟な人々」                        |
| 2009      | LAW & ORDER:クリミナル・インテント Law & Order: Criminal Intent     | キャシー               | 第8シーズン第9話「天から下りてきた声」                 |
| 2009      | スリー・リバーズ 命をつなぐ熱き医師たち Three Rivers                | ブレンダ・スターク     | 計1話出演                                              |
| 2011-2012 | シークレット・サークル The Secret Circle                            | キャシー・ブレイク     | 主演、計22話出演                                       |
| 2013-2014 | アンダー・ザ・ドーム Under the Dome                                 | アンジー・マカリスター | シーズン1: メインキャスト シーズン2: ゲスト 計15話出演 |
| 2016      | カジュアル Casual                                                   | ファロン               | 計3話出演                                              |
| 2017      | Girlboss ガールボス Girlboss                                        | ソフィア・マーロウ     | 主演、計13話出演                                       |
| 2018-2019 | For The People                                                      | サンドラ・ベル         | 主演、計20話出演                                       |
| 2022-2023 | ザ・ルーキー:FEDS FBI新米捜査官ファイル The Rookie: Feds            | ローラ・ステンセン     | 計22話出演                                             |
| 2022-2023 | ザ・ルーキー 40歳の新米ポリス!? The Rookie: Feds                    | ローラ・ステンセン     | 計3話出演                                              |